# Бързолетови
Бързолетови (Apodidae) са семейство дребни птици от разред Бързолетоподобни (Apodiformes), на външен вид подобни на лястовиците, но малко по-едри от тях. Дължината на тялото им е около 20 cm, размахът на крилете достига над 50 cm и тежат до около 100 гр. Характерна особеност са дългите им сърповидно извити криле. Окраската им е тъмна и едноцветна. Човката е малка, но се отваря значително, благодарение на широките кожни гънки от двете и страни. Бързолетови са птиците с най-висока скорост на активен (хоризонтален) полет, скоростта им понякога надхвърля 180 km/h. Практически не кацат извън периода на мътене и отглеждане на малките, а ако го направят то е на висока скала или сграда, откъдето могат да се спуснат директно в полет. Те не са способни да излитат от плоска повърхност или клонче като повечето познати групи птици. За да полетят, те буквално „падат“ във въздушното пространство на излизане през процепа на тяхното убежище. Името на техния таксон, Apodidae, означаващо „безкраки“, предполага, че нямат крака, което технически не е вярно. Краката им са съвсем малки и закърнели, завършващи с куковидно извити нокти, служат единствено за да се задържат. Например наблюдава се специфично висене във вертикално положение, както е документирано при така наречения коминен бързолет (Chaetura pelagica), срещан предимно в Америките.

## Разпространение
Прелетни птици. В България се срещат 3 представители на семейство Бързолетови:
- Apus pallidus -- Блед бързолет
- Apus apus -- Черен бързолет
- Apus melba -- Алпийски (белогръд) бързолет (по-новото название е Tachymarptis melba)

Макар на български консесусно Apus apus да е наричан „Черен бързолет“, на латински името е чисто репрезентативно за рода Apus и на английски се разчита като "Common swift", или Обикновен бързолет. Има и друг представител на сем. Бързолетови, от род – Cypseloides, на име Cypseloides niger, букв. Черен бързолет или Black swift на англ., който не се среща в България, но представлява голям интерес за изучаващите Бързолетови. Разпространен в Америките, той е наричан „мистериозен“ и енигматичен, тъй като гнезди в отдалечени скалисти местности, или например зад водопади. Птицата е малка, укрива се в процепите и е изключително трудно да се наблюдава начина ѝ на живот от изследователите.
Споменатите 3 основни вида бързолети се срещат из цяла България, но са особено разпространени в столицата, гнездящи в стари сгради или панелни блокове, и тяхната песен се чува през периода от ранния април до септември, като специфичните видове имат леко-различаващи се, припокриващи се периоди на миграция.
При Apus apus е наблюдавано, че по изгрев и здрач се изкачват на особено голяма надморска височина (ок. 2300 м) и това се счита и за вероятен дефинитивен белег на Бързолетови като цяло.

## Начин на живот и хранене
Живота си прекарват общо взето в непрекъснат полет. Спят, хранят се и въобще вършат всичко летейки, като единствено кацат, за да мътят и да обгрижват малките си. Ограничени доказателства сочат, че за да спят по време на полет, използват стратегия, позната от делфините – „изключват“ първо едното полукълбо на крайния си мозък, после другото.
Насекомоядни птици. Храната си набавят летейки с широко отворена човка, събирайки по този начин големи количества дребни летящи насекоми като в сакче (за разлика от лястовиците, които активно ловуват). Дори през размножителния период бързолетите летят нависоко, тъй като при тях рисковете от удар с външни предмети са големи. Бързолетите са изключително приспособени за полет и са силно социални – те разчитат на групово координиране във въздуха, за да се намират подходящи течения и наличие на потоци от множество насекоми. Дори един сблъсък с предмет от околната среда би могъл трайно да увреди тяхната силно-специализирана структура (дори това да не е директно забележимо) и да им попречи да изпълняват правилно своите бързи и силно-контролирани полети, което за тях би могло да е фатално.
Бързолетите са дълголетни птици, като са били наблюдавани представители живеещи до 21-годишна възраст.

## Размножаване
Строят гнездата си по високи скалисти и непристъпни местности, понякога в пещери или сгради. Гнездото прилича на лястовичето, изградено е от фина глина и секрет подобен на слюнка. Снасят 2 – 4 яйца, малките се раждат безпомощни и в първия месец от живота им родителите се грижат изцяло за тях. През размножителния период те изхранват малките си със събраната в сакчето храна, изплювайки я в техните човки. Създават трайни, доживотни двойки. Въпреки че мигрират на хиляди километри всяка година, те не изгубват своя партньор след хилядите други индивиди. Смята се, че това се дължи на прецизно разпознаване на песента на съответния индивид.

## Допълнителни сведения
В някои източни страни се приготвя специална супа от лястовичи гнезда, които всъщност са гнезда на бързолети от род Салангани (Collocalia). И трите представителя на семейството, срещащи се в България, са защитени от закона. Бързолетите не могат да бъдат отглеждани като домашни любимци. Ако случайно забележите паднал бързолет около Вас – различава се по специфично легнало положение с разтворени крила и невъзможност за придвижване освен подпирайки се с крилата – трябва незабавно да се свържете с Българското Дружество за Защита на Птиците (БДЗП) или в краен случай денонощен ветеринарен център. Бързолет, паднал на земята, не може да излети и е в смъртна опасност – задължително е да се предприемат мерки. Не правете опити да се грижите за него самостоятелно. Крилата невинаги са много по-дълги от тялото, включващо опашката, така че ако става дума за по-млад индивид, това не е надежден белег за разпознаване.
Трябва да се знае, че бързолетите в днешно време са се приспособили силно към размножаване в населените места. Затова е много важно, когато се строят нови сгради, да се отделя внимание на специални места, кухини или малки къщички, в които те да гнездят. Гнездата и размножаването на бързолетите не вреди на инфраструктурата и функционирането на сградите и следва те да бъдат защитавани. В развитите страни (напр. Великобритания), все по-малко постройки имат подобен тип кухини в структурата си и това причинява чувствително намаляване на гнездящите двойки и бройките на видовете бързолети.
Бързолетите попринцип се разпознават основно по кресливите си звуци и рядко е възможно да бъдат наблюдавани отблизо. На приложената снимка се наблюдават два алпийски бързолета, прелитащи покрай жилищен блок в София. Вижда се, че имат много тънки и издължени криле, и цялото тяло на птицата в полет има ясно-изразена сърповидна форма. Бялото коремче и гуша служат за разпознаването им като Tachymarptis melba (алпийски бързолети).

## Списък на видовете
- семейство Apodidae -- Бързолетови
  - род Aerodramus, Oberholser, 1906
    - Aerodramus amelis
    - Aerodramus bartschi
    - Aerodramus brevirostris
    - Aerodramus elaphrus
    - Aerodramus francicus
    - Aerodramus fuciphagus
    - Aerodramus germanus
    - Aerodramus hirundinaceus
    - Aerodramus infuscatus
    - Aerodramus inquietus
    - Aerodramus leucophaeus
    - Aerodramus maximus
    - Aerodramus mearnsi
    - Aerodramus nuditarsus
    - Aerodramus ocistus
    - Aerodramus orientalis
    - Aerodramus palawanensis
    - Aerodramus papuensis
    - Aerodramus pelewensis
    - Aerodramus rogersi
    - Aerodramus salanganus
    - Aerodramus sawtelli
    - Aerodramus spodiopygius
    - Aerodramus terraereginus
    - Aerodramus unicolor
    - Aerodramus vanikorensis
    - Aerodramus vulcanorum
    - Aerodramus whiteheadi

  - род Aeronautes, Hartert, 1892
    - Aeronautes andecolus
    - Aeronautes montivagus
    - Aeronautes saxatalis

  - род Apus Scopoli, 1777 -- Бързолети
    - Apus acuticauda – Черноопашат бързолет
    - Apus aequatorialis
    - Apus affinis – Малък бързолет
    - Apus alexandri
    - Apus apus -- Черен бързолет
    - Apus balstoni – Мадагаскарски бързолет
    - Apus barbatus – Африкански бързолет
    - Apus batesi
    - Apus berliozi
    - Apus bradfieldi
    - Apus caffer
    - Apus horus
    - Apus melba -- Алпийски бързолет
    - Apus niansae
    - Apus nipalensis
    - Apus pacificus -- Тихоокеански бързолет
    - Apus pallidus -- Блед бързолет
    - Apus toulsoni
    - Apus unicolor

  - род Chaetura, Stephens, 1826
    - Chaetura andrei
    - Chaetura brachyura
    - Chaetura chapmani
    - Chaetura cinereiventris
    - Chaetura egregia
    - Chaetura martinica
    - Chaetura pelagica -- Коминен бързолет
    - Chaetura spinicauda
    - Chaetura vauxi

  - род Collocalia, Gray, 1840 -- Салангани
    - Collocalia esculenta
    - Collocalia linchi
    - Collocalia troglodytes

  - род Cypseloides, Streubel, 1848
    - Cypseloides cherriei
    - Cypseloides cryptus
    - Cypseloides fumigatus
    - Cypseloides lemosi
    - Cypseloides niger
    - Cypseloides phelpsi
    - Cypseloides rothschildi
    - Cypseloides rutilus
    - Cypseloides senex
    - Cypseloides storeri

  - род Cypsiurus, Lesson, 1843
    - Cypsiurus balasiensis
    - Cypsiurus parvus

  - род Hirundapus, Hodgson, 1837
    - Hirundapus caudacutus
    - Hirundapus celebensis
    - Hirundapus cochinchinensis
    - Hirundapus giganteus

  - род Hydrochous Brooke, 1970
    - Hydrochous gigas

  - род Mearnsia, Ridgway, 1911
    - Mearnsia novaeguineae
    - Mearnsia picina

  - род Neafrapus, Mathews, 1918
    - Neafrapus boehmi
    - Neafrapus cassini

  - род Panyptila, Cabanis, 1847
    - Panyptila cayennensis
    - Panyptila sanctihieronymi

  - род Rhaphidura Oates, 1883
    - Rhaphidura leucopygialis
    - Rhaphidura sabini

  - род Schoutedenapus, De Roo, 1968
    - Schoutedenapus myoptilus
    - Schoutedenapus schoutedeni

  - род Streptoprocne, Oberholser, 1906
    - Streptoprocne biscutata
    - Streptoprocne semicollaris
    - Streptoprocne zonaris

  - род Tachornis Gosse, 1847
    - Tachornis furcata
    - Tachornis phoenicobia
    - Tachornis squamata

  - род Telacanthura Mathews, 1918
    - Telacanthura melanopygia
    - Telacanthura ussheri

  - род Zoonavena Mathews, 1918
    - Zoonavena grandidieri
    - Zoonavena sylvatica
    - Zoonavena thomensis